# ISO 3166-2:MO
ISO 3166-2:MO è il sottogruppo dello standard ISO 3166-2 riservato a Macao, una regione amministrativa speciale della Repubblica Popolare Cinese.
Lo standard ISO 3166-2, seconda parte dello standard ISO 3166, pubblicato dall'Organizzazione internazionale per la normazione (ISO), è stato creato per codificare i nomi delle suddivisioni territoriali delle nazioni e delle aree dipendenti codificate nello standard ISO 3166-1.
Attualmente, nello standard ISO 3166-2 non è stato definito nessun codice per Macao. 
Il codice ISO 3166-1 alpha-2 ufficialmente assegnato ad Macao è MO. Inoltre gli è stato anche assegnato il codice ISO 3166-2 CN-92 all'interno del sottogruppo della Repubblica Popolare Cinese. 

## Modifiche
Le seguenti modifiche al sottogruppo sono state annunciate nella newsletter ISO 3166/MA dopo la prima pubblicazione dello standard ISO 3166-2 nel 1998:
| Newsletter     | Data       | Descrizione della modifica nella newsletter                            |
| -------------- | ---------- | ---------------------------------------------------------------------- |
| Newsletter V-4 | 2002-05-20 | Modifica del nome inglese. In accordo con la ISO 3166-1 Newsletter V-4 |